# Lilienthal Glacier
Lilienthal Glacier är en glaciär i Västantarktis, 979 meter över havet. Argentina, Chile och Storbritannien gör anspråk på området. 
Terrängen runt Lilienthal Glacier är bergig norrut, men söderut är den kuperad. Terrängen runt Lilienthal Glacier sluttar västerut.